# 설익찬
설익찬(薛益贊, 1978년 3월 25일 ~ )는 전 축구 선수 및 현 축구 지도자이다.